# Margherita di Borgogna
Margherita (1250 – 4 settembre 1308), figlia dei conti di Nevers, di Auxerre e di Tonnerre, Oddone di Borgogna e Matilde II di Borbone-Dampierre, ereditò dai genitori la Contea di Tonnerre e ne fu contessa dal 1266 alla morte.
Nel 1268 divenne la seconda moglie di Carlo I d'Angiò e regina consorte di Sicilia, fino al 1282. Dopo la perdita dell'isola di Sicilia, fu la prima regina consorte di Napoli, dal 1282 al 1285, anno della morte del marito.
Dopo il matrimonio con Carlo I, oltre ad essere sovrana del Regno di Sicilia, prima, e del Regno di Napoli, poi, fu investita dei titoli di contessa consorte d'Angiò e del Maine, regina consorte d'Albania, e regina titolare consorte di Gerusalemme.

## Origine
Seconda figlia dell'erede della contea di Borgogna, Eudes di Borgogna e della contessa di Nevers, Auxerre e di Tonnerre, Mahaut di Borbone-Dampierre, figlia del signore di Borbone, Arcimbaldo IX, e di Iolanda di Châtillon-Nevers.

## Biografia
Alla morte della madre, nel 1262, Margherita ereditò il titolo di Contessa di Tonnerre, che tenne fino alla morte. Il 18 novembre 1268 andò in sposa, come seconda moglie, a Carlo I d'Angiò, re di Sicilia e conte d'Angiò, del Maine e di Provenza. Dal matrimonio nacque un'unica figlia, Margherita, che morì in tenera età. Nel 1277, Carlo comprò da Maria di Antiochia il titolo di re di Gerusalemme divenendone così il titolare, mentre Margherita divenne regina titolare consorte del regno crociato ormai decaduto.
Con lo scoppio della Guerra del Vespro, il 30 marzo 1282, a Palermo, i francesi furono scacciati da tutta l'isola e Carlo d'Angiò perse la corona di Sicilia, che fu offerta a Pietro III d'Aragona, marito di Costanza, la figlia di Manfredi, mentre Carlo riuscì a difendere la parte continentale del regno, che avrebbe preso il nome di Regno di Napoli. Margherita seguì le sorti del marito e dal 1282 divenne regina consorte di Napoli.
Alla morte di re Carlo, nel 1285, Margherita fece ritorno nel suo feudo di Tonnerre, prendendo dimora in quel castello insieme a Margherita di Brienne, vedova di Boemondo VII d'Antiochia (1275–1287), e a Caterina I di Courtenay, Imperatrice titolare di Costantinopoli, figlia di Beatrice d'Angiò (1252-1275) e di Filippo I di Courtenay (1243-1283).
A Tonnerre le tre donne si dedicarono a una vita di carità e di preghiera. Margherita fondò lì l'Hospice des Fontenilles e si occupò di reperire fondi per il suo mantenimento.
Margherita di Borgogna morì nel 1308, lasciando tutti i suoi averi alla nipote Giovanna II di Châlon-Auxerre. Fu sepolta all'interno dell'Hospice.

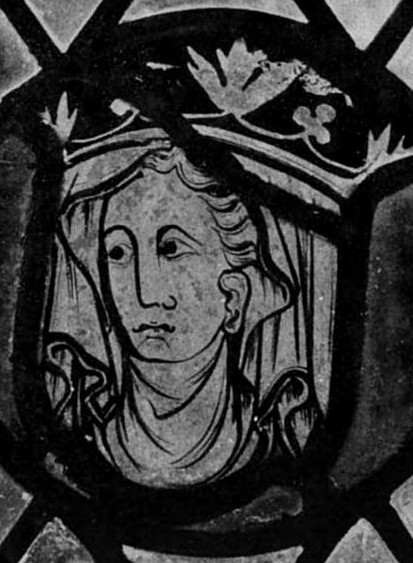
Margherita di Borgogna, regina consorte di Sicilia

## Discendenza
Margherita e Carlo ebbero un'unica figlia:
- Margherita d'Angiò (1272 - 1276/1277).

## Ascendenza
|                             |                            |                                 | Genitori                   |  |  | Nonni |  |  | Bisnonni               |  |  | Trisnonni           |  |
|                             |                            |                                 |                            |  |  |       |  |  | Oddone III di Borgogna |  |  | Ugo III di Borgogna |  |
|                             |                            |                                 |                            |  |  |       |  |  | Oddone III di Borgogna |  |  | Ugo III di Borgogna |  |
|                             |                            | Alice di Lorena                 |                            |  |  |       |  |  | Oddone III di Borgogna |  |  |                     |  |
| Ugo IV di Borgogna          |                            |                                 |                            |  |  |       |  |  | Oddone III di Borgogna |  |  |                     |  |
|                             |                            | Alice di Vergy                  | Ugo di Vergy               |  |  |       |  |  |                        |  |  |                     |  |
|                             |                            | Alice di Vergy                  | Ugo di Vergy               |  |  |       |  |  |                        |  |  |                     |  |
|                             |                            | Alice di Vergy                  | Gillette de Traînel        |  |  |       |  |  |                        |  |  |                     |  |
| Oddone di Borgogna          |                            | Alice di Vergy                  |                            |  |  |       |  |  |                        |  |  |                     |  |
|                             |                            | Roberto III di Dreux            | Roberto II di Dreux        |  |  |       |  |  |                        |  |  |                     |  |
|                             |                            | Roberto III di Dreux            | Roberto II di Dreux        |  |  |       |  |  |                        |  |  |                     |  |
|                             |                            | Roberto III di Dreux            | Yolanda di Coucy           |  |  |       |  |  |                        |  |  |                     |  |
| Yolanda di Dreux            |                            | Roberto III di Dreux            |                            |  |  |       |  |  |                        |  |  |                     |  |
|                             |                            | Aénor de Saint-Valéry           | Tommaso di Saint-Valery    |  |  |       |  |  |                        |  |  |                     |  |
|                             |                            | Aénor de Saint-Valéry           | Tommaso di Saint-Valery    |  |  |       |  |  |                        |  |  |                     |  |
|                             |                            | Aénor de Saint-Valéry           | Adele di Ponthieu          |  |  |       |  |  |                        |  |  |                     |  |
| Margherita di Borgogna      |                            | Aénor de Saint-Valéry           |                            |  |  |       |  |  |                        |  |  |                     |  |
|                             | Arcimbaldo VIII di Borbone | Guy II di Dampierre             |                            |  |  |       |  |  |                        |  |  |                     |  |
|                             | Arcimbaldo VIII di Borbone | Guy II di Dampierre             |                            |  |  |       |  |  |                        |  |  |                     |  |
|                             | Arcimbaldo VIII di Borbone | Matilde I di Borbone            |                            |  |  |       |  |  |                        |  |  |                     |  |
| Arcimbaldo IX di Borbone    | Arcimbaldo VIII di Borbone |                                 |                            |  |  |       |  |  |                        |  |  |                     |  |
|                             |                            | Beatrice di Montluçon           | Arcimbaldo II di Montluçon |  |  |       |  |  |                        |  |  |                     |  |
|                             |                            | Beatrice di Montluçon           | Arcimbaldo II di Montluçon |  |  |       |  |  |                        |  |  |                     |  |
|                             |                            | Beatrice di Montluçon           | Beatrice di Pierremont     |  |  |       |  |  |                        |  |  |                     |  |
| Matilde II di Borbone       |                            | Beatrice di Montluçon           |                            |  |  |       |  |  |                        |  |  |                     |  |
|                             |                            | Guido II di Châtillon-Saint-Pol | Gaucher III de Châtillon   |  |  |       |  |  |                        |  |  |                     |  |
|                             |                            | Guido II di Châtillon-Saint-Pol | Gaucher III de Châtillon   |  |  |       |  |  |                        |  |  |                     |  |
|                             |                            | Guido II di Châtillon-Saint-Pol | Elisabetta Candavène       |  |  |       |  |  |                        |  |  |                     |  |
| Iolanda di Châtillon-Nevers |                            | Guido II di Châtillon-Saint-Pol |                            |  |  |       |  |  |                        |  |  |                     |  |
|                             |                            | Agnese II di Nevers             | Erveo IV di Donzy          |  |  |       |  |  |                        |  |  |                     |  |
|                             |                            | Agnese II di Nevers             | Erveo IV di Donzy          |  |  |       |  |  |                        |  |  |                     |  |
|                             |                            | Agnese II di Nevers             | Matilde di Courtenay       |  |  |       |  |  |                        |  |  |                     |  |
|                             |                            | Agnese II di Nevers             |                            |  |  |       |  |  |                        |  |  |                     |  |